# Cerdon, Ain

Cerdon este o comună în departamentul Ain din estul Franței.